# Väinö Linna
Œuvres principales
Tuntematon sotilas
Täällä pohjantähden alla
Väinö Linna (né le 20 décembre 1920 à Urjala et mort le 21 avril 1992 à Kangasala) est un écrivain et un académicien finlandais, l'un des plus influents de l'après-guerre. Il accède à la célébrité, grâce à son troisième roman Soldat inconnu (en finnois : Tuntematon sotilas) (1954) et sa trilogie, Ici, sous l'Étoile polaire (en finnois : Täällä Pohjantähden alla) (1959, 1960 et 1962), dans lesquels il décrit la réaction de soldats ordinaires, face à la guerre,. Il obtient, en 1963, le Grand prix de littérature du Conseil nordique.

## Biographie
Né à Urjala, Väinö Linna est le septième enfant de Vihtori Linna (1874-1928), un boucher, et de son épouse Johanna Maija Linna (1888-1972). Son père meurt lorsque Väinö a sept ans. La mère travaille comme domestique dans un manoir. Après six ans dans une école publique Väinö Linna travaille dans une exploitation forestière, puis comme homme à tout faire dans le même manoir que sa mère. En 1938, il s'installe à Tampere où il devient ouvrier dans une usine de textile Finlayson.
Mobilisé dans l'armée en 1940, Linna participe à la guerre de Continuation (1941-1944). Envoyé sur le front de l'Est il s'y illustre comme un chef d'un groupe de combat. Il note ses observations des soldats ordinaires et des opérations militaires qui serviront de base à son roman Soldat inconnu (1954).
Après la guerre, Linna se marie et commence à écrire tout en travaillant chez Finlayson pendant la journée. Il lit beaucoup et découvre Schopenhauer, Dostoïevski et Nietzsche. Linna dit plus tard que le roman À l'Ouest, rien de nouveau d'Erich Maria Remarque a également eu une grande influence sur lui. Cependant, ses deux premiers romans, Päämäärä et Musta rakkaus, se vendent mal. Il a aussi écrit de la poésie mais n'a pas non plus eu de succès avec ce genre. Il sera acclamé pour son Soldat inconnu en 1954.
Il s'installe à Hämeenkyrö au milieu des années 1950 et se consacre entièrement à l'écriture. Il écrit les trois volets de Ici, sous l'Étoile polaire qui seront récompensés par le grand prix de littérature du Conseil nordique en 1963. L'Académie de Finlande lui attribue le titre honorifique d'académicien en 1980, malgré le fait qu'il n'ait pas d'études supérieures.
En 1984, Väinö Linna a un accident vasculaire cérébral, qui lui fait perdre la capacité de parler. Mort d'un cancer Väinö Linna est enterré au cimetière de Kalevankangas. Il a le droit aux funérailles nationales.

## Son œuvre
Il est connu principalement pour son ouvrage Soldat inconnu (Tuntematon sotilas), roman publié en 1954 narrant les expériences de plusieurs soldats finlandais pendant la Guerre de Continuation (1941-1944) à laquelle il a participé, ainsi que pour sa trilogie Ici, sous l'étoile polaire (Täällä pohjantähden alla), publiée entre 1959 et 1962, dans laquelle il suit la vie d'une famille finlandaise entre 1880 et les années 1950, abordant les thèmes politiquement chargés de la lutte pour l'indépendance, la guerre civile, les mouvements nationalistes de l'entre-deux guerres et la position de la Finlande pendant la Seconde Guerre mondiale. Plusieurs films ont été réalisés à partir de ses romans.
Linna est un héritier des écrivains qui sont au fondement de la culture finlandaise, sans doute le dernier grand représentant de la littérature nationale (kansalliskirjallisuus). Les forces conservatrices en littérature le considérèrent de leur côté, notamment parce que certains traits caractéristiques de l'écriture de Linna le rattachent directement à de vieilles traditions littéraires finlandaises, ainsi l'attachement à la description du peuple (kansankuvaus), l'omniprésence du réalisme, du sentiment du passé et du sentiment national. Beaucoup ont considéré, à la sortie de Soldat inconnu en 1954, que le modernisme, qui gagnait du terrain à l'époque en Finlande, n'avait laissé aucune trace dans l'écriture de Linna, qui en effet ne recourait pas à une construction narrative alambiquée (à l'inverse de Veijo Meri, notamment) et n'avait apparemment pas grand-chose à voir avec le symbolisme ou la volonté de dissocier rigoureusement la création artistique et les prises de position sociales (volonté caractéristique des écrivains les plus typiques du modernisme, comme Paavo Haavikko et Eeva-Liisa Manner). En réalité, le regard que Linna portait sur la guerre était évidemment nouveau, et la langue du peuple y était exaltée, tout comme l'éloignement de la norme : autant de traits de modernisme, tout comme le dialogisme omniprésent (avec la pluralité des voix s’exprimant sur la guerre) et l’effacement du narrateur.

## Publications

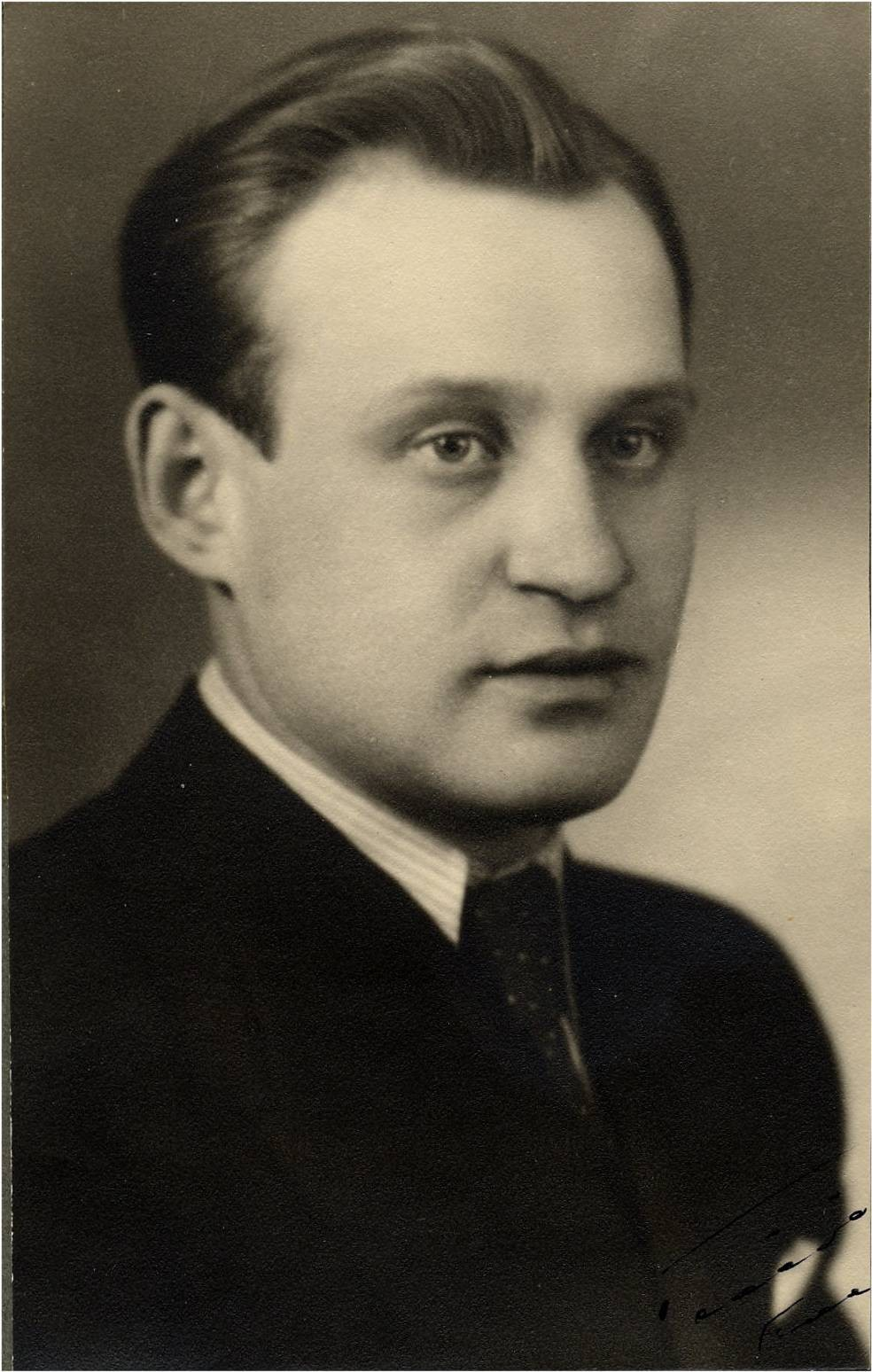
Väinö Linna en 1947.

### Œuvres en finnois
- Päämäärä, Porvoo 1947
- Musta rakkaus, Porvoo 1948
- Messias, 1949–1953 (non édité)
- Tuntematon sotilas, Porvoo 1954
- Täällä Pohjantähden alla, 1–3, Porvoo 1959, 1960, 1962
- Oheisia, Porvoo 1967
- Murroksia, Helsinki 1990
- Kootut teokset I–VI, Helsinki 2000
- Sotaromaani, WSOY, 2000

### Œuvres traduites en français
- Ici, sous l'étoile polaire (trad. Jean-Jacques Fol), t. 1, Les Bons Caractères, 2011 (ISBN 978-2-915727-25-8 et 2-915727-25-2)
- Ici, sous l'étoile polaire, Les gardes rouges de Tampere (trad. Jean-Jacques Fol), t. 2, Les Bons Caractères, 2011 (ISBN 978-2-915727-26-5 et 2-915727-26-0)
- Ici sous l'étoile polaire, Réconciliation (trad. Jean-Michel Kalmbach), t. 3, Les Bons Caractères, 2012 (ISBN 978-2-915727-32-6 et 2-915727-32-5)

## Filmographie

### Comme scénariste
- 1955 : Soldat inconnu (Tuntematon sotilas) d'Edvin Laine, avec Juha Nevalainen (fi) ;
- 1958 : Sven Tuuva (fi) d'Edvin Laine, avec Juha Nevalainen ;
- 1968 : Täällä Pohjantähden alla (fi) d'Edvin Laine, avec Juha Nevalainen et Matti Kassila ;
- 1970 : Akseli ja Elina (fi) d'Edvin Laine, avec Juha Nevalainen, Juho Gartz (fi) et Georg Korkman (fi) ;
- 1973 : Pohjantähti (fi) d'Edvin Laine, avec Juha Nevalainen, Matti Kassila, Juho Gartz et Georg Korkman ;
- 1976 : Luottamus (fi) d'Edvin Laine, avec Mikhaïl Chatrov (en) ;
- 1985 : Soldat inconnu (Tuntematon sotilas) de Rauni Mollberg, avec Veikko Aaltonen.

## Récompenses et distinctions

### Prix littéraires
- Prix littéraire de la ville de Tampere : 1948
- Prix Kalevi-Jäntti : 1949
- Prix Aleksis-Kivi : 1960
- Prix national de littérature : 1960, 1961
- Prix de la littérature de l'État finlandais :  1960, 1961
- Grand prix de littérature du Conseil nordique : 1963[8]